# Alteuropäische Hydronymie
Die alteuropäische Hydronymie ist ein Netzwerk von Gewässernamen in Mittel- und Westeuropa, die nach einer Hypothese von Hans Krahe aus einer indogermanischen Sprache stammen, die vor der Verbreitung der germanischen und keltischen Sprachen in Europa gesprochen wurde.
Diese Vorstellung von „Alteuropa“ ist von der Verwendung von Alteuropa für vorindogermanische Sprachgemeinschaften in Südosteuropa, wie sie Marija Gimbutas geprägt hat, zu unterscheiden.

## Verbreitung

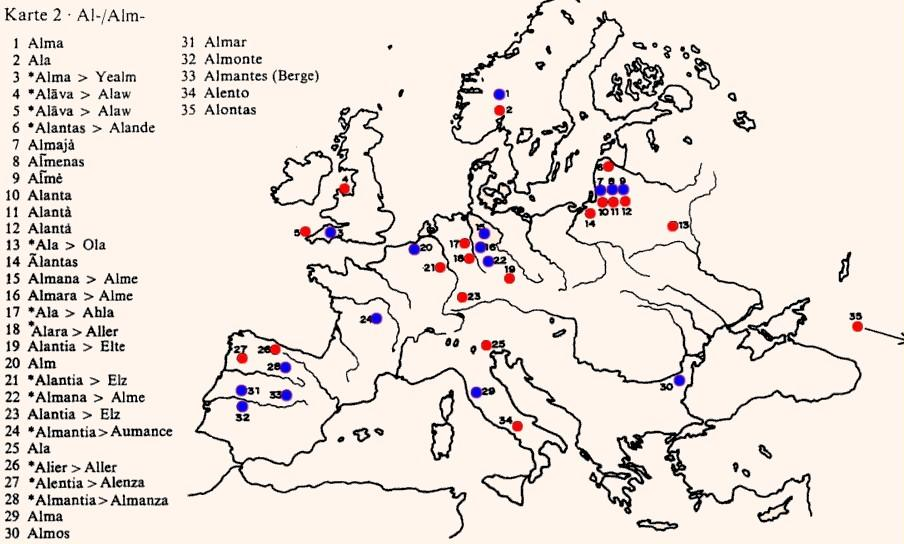
Alteuropäische Hydronymie Übersichtskarte der Wurzeln *al-, *alm-.

Die alteuropäischen Gewässernamen kommen in Mitteleuropa, im Baltikum, in Südskandinavien, auf den Britischen Inseln, in Frankreich, auf der Iberischen Halbinsel und in Italien vor.

## Struktur der Namen
Die alteuropäischen Gewässernamen bestehen aus einer Wurzel, einem oder (seltener) zwei Ableitungssuffixen (Affix) und einer Endung.
Die häufigsten Wurzeln sind *al-, *alb-, *drav-, *kar-, *sal- und *var-. Als Ableitungssuffixe kommen *-l-, *-m-, *-n-, *-r-, *-s-, *-st-, *-k, *-w- und *-y- vor. Die Endung ist nördlich der Alpen meistens *-a, in den Mittelmeerländern daneben häufig auch *-os.

## Beispiele

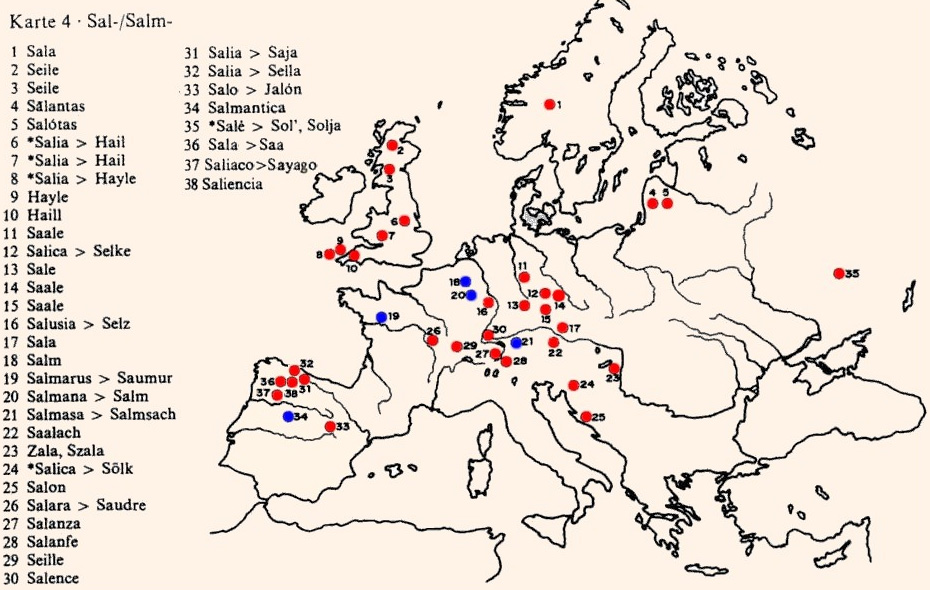
Alteuropäische Hydronymie: Übersichtskarte der Wurzeln *Sal-, *Salm-

- *Alba: z. B. Elbe
- *Alma: z. B. Alme, Alm
- *Isara: z. B. Isar, Iser, Isère
- *Sala: z. B. Saale, Saalach

Zugrunde gelegt wird eine indogermanische Wurzel *u̯eis- „fließen, zerfließen“ (vgl. inselkeltisch uisge/uisce „Wasser“). Allerdings besteht Uneinigkeit darüber, ob das eine autochthon indogermanische oder vor-indogermanische Wurzel sei:
- Weser bei Tacitus Visurgis, germanisch *Visuri
- Werra in Deutschland
- Wiesaz in Württemberg
- Vesdre in Belgien, Nebenfluss der Ourthe, 915 als Wesere belegt und in Ostbelgien Weser genannt
- Vesonze im Wallis
- Wear von *Visuria, in Nordengland
- Viešintà in Litauen
- Venta in Litauen (dt. Windau, livländisch Vǟnta, poln. Windawa)
- Vistula heute Wisła „Weichsel“, mit mehreren Subformen Czarna Wisełka und Biała Wisełka, Wisłok und Wisłoka (belegt als Viscla), erstmals erwähnt bei Plinius als Visculus sive Vistla und bei Pomponius Mela als Visula
- Visa in Norwegen und Schweden
- Vézère (Nebenfluss der Dordogne)
- La Vis in Frankreich
- Vesouze (Nebenfluss der Meurthe)
- Visance in Frankreich, Dep. Orne
- Besançon in Frankreich (*Vesançon)
- Bisenzio in Etrurien (*Visenzio)
- Besaya und Bisueña in Kantabrien, Bisuyu in Asturien, Beseño, Beseña und Visuña in Galicien (Spanien)
- dazu vielleicht auch Namen auf Weiß-

## Ursprungshypothesen
Krahe vermutete, dass die Namen aus einer „alteuropäischen“ oder „westindogermanischen“ Sprache stammen, die den keltischen, italischen, germanischen und baltischen Sprachen sowie der ausgestorbenen illyrischen Sprache zugrunde liegt.
Der deutsche Linguist Wolfgang P. Schmid vermutete, dass Krahes „Alteuropäisch“ mit der indogermanischen Grundsprache gleichzusetzen sei, die demzufolge in Mitteleuropa gesprochen worden sei. Dies wird damit begründet, dass die einschlägigen Sprachen keine nennenswerten gemeinsamen Neuerungen aufwiesen, das „Alteuropäische“ also das Urindogermanische sein müsse. Diese Ansicht ist mittlerweile überholt.
Der deutsche Linguist Theo Vennemann vermutet, dass die Gewässernamen nicht indoeuropäisch seien, sondern aus Sprachen stammten, die mit einer baskischen Sprachgruppe verwandt sind (Vaskonische Hypothese). Diese Hypothese ist wissenschaftlich umstritten und trifft mehrheitlich auf Ablehnung.
Bis heute besteht kein Konsens über Alter und Herkunft der Gewässernamen wie auch der Geländenamen; es wird sogar bezweifelt, dass sie überhaupt einer einheitlichen Sprachfamilie entstammen, und vermutet, die Ähnlichkeiten könnten auch auf Zufall beruhen.